# Enrique de la Mata
Enrique de la Mata Gorostizaga (Madrid, 20 de septiembre de 1933 - Roma, 6 de septiembre de 1987) fue un político español. Llegó a ser ministro de Relaciones Sindicales durante la Transición y posteriormente presidente de la Cruz Roja Internacional.

## Biografía
Nacido en Madrid en 1933, se licenció en derecho por la Universidad de Madrid. Desde 1960 fue registrador de la propiedad. 
Durante la Dictadura franquista ocupó el cargo de Secretario General de Sanidad (1966-1969), presidente de la Asamblea de la Cruz Roja Española (1967-1969), miembro del Consejo del Reino o director general de la Seguridad Social (1969-1975). También fue procurador de las Cortes franquistas, en representación del tercio familiar.
Tras la muerte de Franco, ocupó el puesto de ministro de Relaciones Sindicales en el primer gobierno presidido por Adolfo Suárez, entre julio de 1976 y julio de 1977. Durante su etapa ministerial mantuvo contactos con los dirigentes de las organizaciones obreras clandestinas de cara a una futura legalización, lo que provocó la dimisión inmediata del vicepresidente Fernando de Santiago. La resistencia que encontró su plan de reforma entre los estamentos militares hizo que la abandonara momentáneamente. No obstante, dio los primeros pasos para la desmantelación de la Organización Sindical Española. En octubre de 1976 se creó la Administración Institucional de Servicios Socioprofesionales (AISS), que asumió la administración y patrimonio de los antiguos Sindicatos Verticales. El 1 de abril de 1977 se reconoció finalmente el derecho de asociación sindical, y un Real decreto del 2 de junio de ese mismo año extinguió la afiliación sindical obligatoria.
Tras su salida del gobierno ostentó otros puestos. Afiliado a la Unión de Centro Democrático (UCD), en las elecciones de 1979 fue elegido diputado por la circunscripción de Teruel. Fue también uno de los promotores de la empresa Proyectos y Acciones de Información (PAISA), fundada en 1977. En 1978 fue nombrado presidente de la Cruz Roja Española por el rey Juan Carlos y en 1981 fue elegido presidente de la Cruz Roja Internacional y reelegido en el cargo en octubre de 1985. 
Murió prematuramente a la edad de 53 años en el ejercicio de su cargo, el 6 de septiembre de 1987.

## Vida privada
En la década de 1970 llegó a formar parte de la directiva del club de fútbol Atlético de Madrid, ejerciendo como vicepresidente segundo.  Fue amigo de confianza de la reina Sofía, esposa de Juan Carlos I de España, y se rumoreó que llegó a tener alguna relación aunque nunca se pudo confirmar. Tras su fallecimiento llegó a erigirse en Madrid un monolito en su recuerdo.